# Platytinospora buchholzii
Espèce
Synonymes
- Platytinospora buchholzii Diels[2]

Statut de conservation UICN

 NT  : Quasi menacé
Platytinospora buchholzii (Engl.) Diels est une espèce de plantes à fleurs de la famille des Menispermaceae et du genre Platytinospora, présente au Cameroun et au Nigeria.

## Étymologie
Son épithète spécifique buchholzii rend hommage au naturaliste allemand Reinhold Buchholz (1837-1876) qui explora l'Afrique centrale et notamment le Cameroun.

## Liste des variétés
Selon Catalogue of Life (1 octobre 2017) :
- variété Platytinospora buchholzii var. macrophylla

## Distribution
Platytinospora buchholzii a été observée au Nigeria (Ago Owu Forest Reserve), mais elle est surtout présente au Cameroun, où elle a été collectée dans la région du Sud-Ouest (mont Koupé), dans celle du Littoral (Abo, réserve de faune de Douala-Edéa), celle du Sud (Bipindi), ainsi que dans la région du Centre, à Yankafor II près de Bafia et dans le parc de la Méfou (Mefou Proposed National Park).